# Idiodonus cruentatus
Idiodonus cruentatus — вид цикадок із ряду клопів, який  поширений у Палеарктиці. 

## Опис
Цикадки розміром 4—5 мм. Стрункі, з поперечною виступає вперед головою. Перехід особи в тім'я закруглений.